# Marancar Godang
Marancar Godang is een bestuurslaag in het regentschap Tapanuli Selatan van de provincie Noord-Sumatra, Indonesië. Marancar Godang telt 568 inwoners (volkstelling 2010).